# Ekologická stopa
Ekologická stopa je měřítkem lidského nároku na zemský ekosystém. Jde o standardizované měřítko potřeby přírodního kapitálu, který může být porovnán s planetární ekologickou schopností se regenerovat. Ekologická stopa je uměle vytvořená jednotka, která určuje kolik metrů čtverečních Země potřebuje člověk k dané činnosti, či kolik metrů čtverečních Země potřebuje pro svůj život. Jednotka v sobě obsahuje vše od získání potravin, dopravu až po odpad, který člověk vyprodukuje. Pro výpočty na úrovni města, státu, celé Země se používá jednotka globální hektar.
Koncept ekologické stopy (dále ES) je zaměřen na čerpání a spotřebu přírodních obnovitelných zdrojů definované populace (od jedince až po celé město nebo zemi) a na převedení těchto lidských aktivit na plochu, kterou lidstvo pro tyto účely využívá. ES je tak vyjádřena jako plocha ekologicky produktivní země a vody potřebná k produkci spotřebovaných zdrojů a asimilaci vzniklých odpadů této populace používající běžné technologie.
Ekologická stopa definované populace (jednotlivec, město, stát…) je celková plocha ekologicky produktivní země a vodní plochy, využívaná výhradně k zajištění zdrojů a asimilaci odpadů produkovaných danou populací, při používání běžných technologií. Ekologická stopa je vyjadřována v jednotkách plošné míry.
Koncept ekologické stopy byl vytvořen, aby odpověděl na otázku, zda lidská populace žije v hranicích únosné ekologické kapacity či nikoliv a aby odhadl (ve formě plochy) dopad, jaký mají aktivity člověka na přírodu. Každý spotřebovává přírodní zdroje ve formě jídla, energie a materiálů, čímž zatěžuje nosnou ekologickou kapacitu. V posledních desetiletích se stále častěji ozývají varovné hlasy některých vědců upozorňující na skutečnost, že lidský tlak na přírodní zdroje již nosnou kapacitu překračuje.
Pokud se z přírody odebírá více, než se stačí obnovovat, může to mít nepříznivé důsledky až do daleké budoucnosti. Jaké množství přírodních zdrojů je možné spotřebovávat bez budoucích následků na schopnostech ekosystémů poskytovat nadále své statky a služby v dostatečné míře a kvalitě, není známo. Přírodní obnovitelné zdroje a jejich využívání udržitelným způsobem se pro lidskou společnost jeví jako klíčové. Tento předpoklad je zároveň základní myšlenkou metody ekologické stopy. Koncept ES je zaměřen na čerpání a spotřebu přírodních obnovitelných zdrojů definované populace (od jedince až po celé město nebo zemi) a na převedení těchto lidských aktivit na plochu, kterou lidstvo pro tyto účely využívá. ES je tak vyjádřena jako plocha ekologicky produktivní země a vody potřebná k produkci spotřebovaných zdrojů a asimilaci vzniklých odpadů této populace používající běžné technologie.

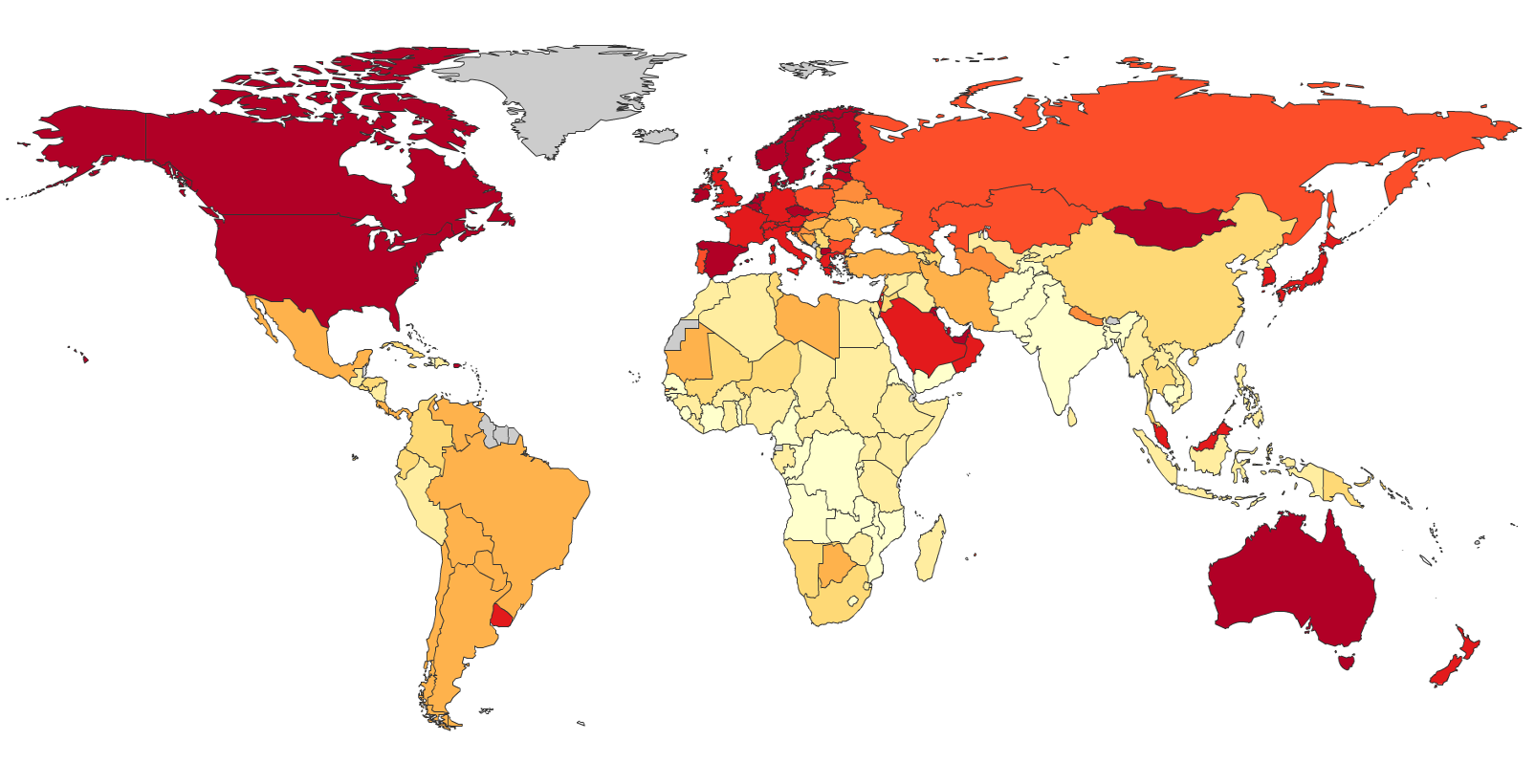
Ekologická stopa (v gha dle zemí)
(Údaje z roku 2007, zveřejněno dne 13. října 2010)

## Historie pojmu
První vědeckou publikací o ekologické stopě byla Williama Reese v roce 1992. Koncept ekologické stopy a způsob výpočtu byl vyvinut jako disertační práce Mathise Wackernagela pod dohledem Reese na Univerzitě Britská Kolumbie v kanadském Vancouveru mezi lety 1990 a 1994. Původně Wackernagel a Rees nazvali koncept „náležitá nosná kapacita“. Aby udělali koncept dostupnější, Rees přišel s termínem „ekologická stopa“, inspirované výpočetní technikem, který chválil svůj nový počítač slovy „malá stopa na stole“. Na počátku roku 1996 Wackernagel a Rees vydali knihu Naše ekologická stopa: Snížení vlivu člověka na Zemi 

## Stanovení ekologické stopy
Každý, od konkrétního člověka až po celé město či stát, má vliv na Zemi a její přírodní potenciál, protože spotřebovává přírodní zdroje a služby. Ekologický dopad koresponduje s množstvím přírody, které používáme k uspokojení svých potřeb, čili vytváří naši ekologickou stopu.
Samozřejmě, ve skutečnosti tato část přírody není souvislým pásem Země. Díky mezinárodnímu obchodu jsou suchozemské a mořské vodní plochy využívané obyvateli země roztroušeny po celém světě.
Kalkulace ekologické stopy je založena na dvou jednoduchých faktech:
1. Můžeme kvantitativně stanovit většinu zdrojů, které spotřebováváme, a množství odpadů, které produkujeme a
2. Většina těchto zdrojů a odpadů může být konvertována na odpovídající plochu ekologicky produktivní země (tj. plochy orné půdy, lesů, pastvin, moří apod., obecně ekosystémové plochy nutné k zabezpečení životodárných systémů).

Na přiblížení konceptu ekologické stopy použil jeden z jejích autorů tuto metaforu: Představte si ekonomiku jako velké zvíře. Jako velkou pastvinu potřebujeme, abychom toto zvíře uživili? Ekologická stopa je právě plocha této pastviny.
Existují dva základní způsoby výpočtu ekologické stopy:
1. Zkoumání zdrojů odebraných z přírody (např. dřevo, obilí), ze kterých se vyrábějí předměty spotřeby (jídlo, oblečení …)
2. Zaměření na jednotlivé kategorie spotřeby ve formě hotových výrobků.

Výběr způsobu výpočtu záleží od úrovně, na které se ekologická stopa počítá. Pro potřeby výpočtu ekologické stopy jednotlivce je vhodnější druhý zmíněný způsob, ale pro potřeby národních statistik bychom použili první popsaný způsob, tedy metodu zaměřenou na zdroje.
Na analýzu ekologické stopy 52 zemí autoři Wackernagel a Rees rozdělili přírodní plochu Země na šest základních kategorií:
- Energetická půda – půda, kterou bychom měli vyhradit na absorpci CO2
- Orná půda – v současnosti máme k dispozici asi 0,25 ha na osobu
- Pastviny – v současnosti máme k dispozici 0,6 ha na osobu
- Lesy – sloužící na dodávku dřevních produktů tvoří 0,6 ha na osobu
- Zastavěné plochy – 0,03 ha na osobu celosvětově
- Moře – z rozlohy moří připadá na jednoho člověka 6 ha. Ale jen přibližně 0,5 ha z těchto šesti hektarů poskytuje 95% ekologické produktivity moře.

Pokud sečteme 0,25 ha orné půdy na osobu; 0,6 ha pastvin; 0,6 ha lesů a 0,03 ha zastavěné plochy vyjde nám, že Země poskytuje 1,5 ha ekologicky produktivní plochy na osobu. Když k tomuto číslu přičteme 0,5 ha moří, výsledek je 2 ha na osobu.
Ne všechna tato plocha je ale k výhradní dispozici lidí. Musíme brát v úvahu, že na této ploše žije 30 milionů druhů rostlin a živočichů, se kterými sdílíme tuto planetu. Podle WCED minimálně 12% této plochy nesmí být využívaných a má být chráněných z důvodu zachování biodiverzity.
Pokud odečteme z výsledných 2 ha zmiňovaných 12 %, vyjde nám, že lidstvo má k dispozici 1,76 ha biologicky produktivní země na obyvatele.
Analýzou ekologické stopy odhalíme, kolik ekologicky produktivní plochy potřebujeme pro zajištění našeho způsobu života a můžeme si tento údaj porovnat s množstvím, které je reálné na Zemi k dispozici. Samozřejmě, s růstem obyvatel se i množství ekologicky produktivní země připadající na jednoho obyvatele zmenšuje.

## Podle zemí
Světová průměrná ekologická stopa v roce 2007 byla 2,7 globálních hektarů na osobu. Průměr na jednu zemi se pohybuje od 10 až po méně než 1 globální hektar na osobu. V závislosti na individuálním životní stylu existují také vysoké rozdíly uvnitř jednotlivých zemí.
Průměrná ekologická stopa České republiky je 5,73 globálních hektarů na osobu, biologická kapacita je 2,67 globálních hektarů na osobu, takže republika vytváří ekologický dluh ve výši 3,06 globálních hektarů na osobu.

### Audiovizuální dokumenty
- Filmový dokument o ekologickém životním stylu Zpátky pod došky v archivu ČT

- (anglicky)Human Footprint